# سمیحا یانکی
سمیحا یانکی (انگلیسی: Semiha Yankı؛ زادهٔ ۱۵ ژانویهٔ ۱۹۵۸) خواننده و مجری اهل ترکیه است. وی از سال ۱۹۷۵ میلادی تاکنون مشغول فعالیت بوده‌است.